# Barbara Rotraut Pleyer
Barbara Rotraut Pleyer, auch Sara-Rotraut Fatima Sina-Moria, (geboren  1929; gestorben März 2000 in Nikosia) war eine deutsche politische Aktivistin.

## Leben
Barbara Rotraut Pleyer war eine Tochter des nationalsozialistischen Geschichtsprofessors und Aktivisten Kleo Pleyer, der 1941 freiwillig als Wehrmachtsoberleutnant am Feldzug gegen die Sowjetunion teilnahm und 1942 in Russland fiel. Sie hatte mehrere Geschwister. Ihr Onkel war der Schriftsteller Wilhelm Pleyer, der in der Bundesrepublik in der rechtsextremen Nationaldemokratischen Partei Deutschlands (NPD) wirkte.
Pleyer studierte Jura in Tübingen und wurde promoviert. Im Jahr 1952 fuhr sie auf eigene Initiative zu den Olympischen Sommerspielen nach Helsinki. Bei den Eröffnungsfeierlichkeiten gelang ihr, drapiert in ein langes, weißes Gewand, der Zutritt zum Rednerpodium, wo sie das Mikrophon ergriff, um einen vorbereiteten Friedensappell zu verkünden. Dies wurde von Erik von Frenckell und den Ordnungskräften verhindert. Die Pressefotografien des  Vorfalls mit der abgeführten blonden Frau im langen weißen Gewand wurden unter dem Titel Friedensengel gedruckt, ein Foto gelangte auf die Titelseite der New York Times. Am 24. Dezember 1953 wurde ihr Auftritt in der Ostberliner Marienkirche verhindert.
Berühmt geworden setzte sie in den Folgejahren ihre private Friedenskampagne fort, hielt Vorträge, demonstrierte an der Zonengrenze gegen die politischen Verhältnisse in der DDR und traf sich mit dem Pazifisten Martin Niemöller. Seit 1959 wurde sie vom Chef des Bundesnachrichtendienstes (BND) Reinhard Gehlen organisatorisch und finanziell unterstützt. Der Kontakt zwischen den beiden wurde von Kanzleramtsstaatssekretär Hans Globke und Jesuitenpater Robert Leiber vermittelt.
Pleyer reiste zu Gesprächen mit Staatsmännern wie Mao Zedong nach China, zu Nasser nach Ägypten, wo sie auch an der Kairoer Universität Vorträge halten durfte, zu Nehru nach Indien, zu Sukarno nach Indonesien, zu Faisal nach Saudi-Arabien. Der italienische Couturier Emilio Schuberth stiftete ihr eine Robe.
Bei den Olympischen Sommerspielen 1960 in  Rom plante sie einen Auftritt bei der Abschlussveranstaltung, der aber trotz der Unterstützung Gehlens nicht zustande kam. Auch ein von ihr arrangiertes Gipfeltreffen der von ihr kontaktierten Staatsmänner auf dem Berg Sinai wurde nicht realisiert. Die Spesen dieser Aktivitäten trug der BND.
Pleyer wandte sich dann kurze Zeit dem Katholizismus zu und kündigte an, in ein Kloster einzutreten. Stattdessen fand sie Erleuchtung im Yoga und nannte sich nun Sara-Rotraut Fatima Sina-Moria. Sie studierte Medizin und wurde 1974 an der Universität Bonn promoviert.
Der niederländische Filmemacher Niek Koppen plante im Jahr 2000 eine Reportage über Pleyers Lebensweg. Dazu kam es jedoch nicht mehr; Pleyer starb vorher in einem Hotel auf Zypern.

## Schriften
- Gopi Krishna: Kundalini. Erweckung der geistigen Kraft im Menschen. Übersetzung aus dem Englischen Sinai R. B. Pleyer und Ursula von Mangoldt. Weilheim: O.W. Barth, 1968
- Sara-Rotraut Fatima Sina-Moria: Leibmissempfindungen bei Psychosen aus dem schizophrenen und dem zykothymen Formenkreis. Dissertation, Bonn, 1974
- Rotraut Sinai-Moria: Abba. In: Heinz M. Bleicher (Hrsg.): Der Mann, der Friede heisst: Begegnungen, Texte, Bilder für Schalom Ben-Chorin. Aus Anlass seines 70 Geburtstages im Juli 1983. Gerlingen: Bleicher, 1983 ISBN 3-88350-227-8, S. 132–134